# تاکدا ایزومو
تاکدا ایزومو (به ژاپنی: 竹田出雲 Takeda Izumo II); ۱ ژانویهٔ ۱۷۰۰ – ۱ ژانویهٔ ۱۷۴۷ نمایشنامه‌نویس، و نویسنده اهل ژاپن بود. او جانشین چیکاماتسو مونزائمون در تئاتر تاکه‌موتو بود. او سه نمایشنامه مشهور در دوره بونراکو نوشت: سوگاوارا و اسرار خوشنویسی (۱۷۴۶)، یوشی‌تسونه و هزاران درخت ساکورا ۱۷۴۷)، و «خزانهٔ ملازمان وفادار» (کانادهون چوشینگورا (۱۷۴۸). لئونارد پرونکو می‌نویسد که اگرچه نوشته‌های چیکاماتسو از ویژگی‌های ادبی برتر برخوردار هستند، اما آثار ایزومو دارای تنوع، غنا و دارای خصوصیات نمایشی غیرقابل انکاری هستند.